# Shinhwa
Shinhwa (kor: Legende) ist eine seit 1998 aktive südkoreanische Boygroup der ersten K-Pop-Generation und damit die älteste aktive Boygroup Südkoreas. Sie besteht aus sechs Mitgliedern.

## Geschichte
Shinhwa wurde 1998 von SM Entertainment gecastet und debütierte am 24. März 1998 in der südkoreanischen Musiksendung KM Music Tank mit ihrer Debütsingle haegyeolsa (kor.해결사, dt. Problemlöser). Von Juni 2003 bis 2011 war sie bei Good Entertainment unter Vertrag. Danach gründete sie, als erste koreanische Band, ihr eigenes Label mit dem Namen Shinhwa Company. Die Band ist auch außerhalb Südkoreas bekannt, sie trat u. a. in den USA, Australien, China, Taiwan, Singapur und Japan auf.

## Mitglieder
- Lee Min-woo

Lee Min-woo (Hangeul:이민우, Hanja:李珉雨; * 28. Juli 1979) ist Sänger und war das vierte für die Gruppe ausgewählte Mitglied. Damals Student der JunJoo Fine Arts School, wurde er von einem SM Entertainment Talentscout entdeckt, als er mit seiner Tanzgruppe Dicky Ducky in einem Everland Tanzwettbewerb auftrat. Als Teil von Shinhwa war er an allen 13 Alben beteiligt und ist immer noch ein Teil der Gruppe.
Er veröffentlichte unter dem Künstlernamen M 3 Soloalben und spielte in mehreren Dramen und Filmen mit.
- Andy Lee

Andy Lee, mit richtigem Namen Lee Seon-ho (Hangeul:이선호, Hanja:李先镐; * 21. Januar 1981) ist einer der Rapper von Shinhwa und das zweite ausgewählte Mitglied. Ursprünglich war er mit seinem Freund Tony An als Mitglied für die Band H.O.T. vorgesehen. Seine Eltern erlaubten dies jedoch nicht, weil sie der Meinung waren, er wäre noch zu jung dafür. Als er älter war, ließen sie ihn Shinhwa beitreten. Während des vierten Albums nahm er sich eine Auszeit, um in den USA zu studieren, kam aber für das fünfte Album Perfect Man zurück.
- Eric Mun

Eric Mun, geboren als Mun Jung-hyuk (Hangeul:문정혁, Hanja:文晸赫; * 16. Februar 1979) ist der Leader der Gruppe und Rapper.
- Kim Dong-wan

Kim Dong-wan (Hangeul:김동완, Hanja:金烔完; * 21. November 1979) ist ein Sänger Shinhwas.
- Shin Hye-sung

Shin Hye-sungs (Hangeul:신혜성, Hanja:申彗星) Geburtsname ist Jung Pil-kyo (Hangeul:정필교, Hanja:鄭弼敎; * 27. November 1979), er ist Hauptsänger und war das erste Mitglied Shinhwas.
- Park Jun-jin

Als Park Choong-jae (Hangeul:박충재, Hanja:朴忠栽; * 19. August 1980) geboren, ist Jun-jin (Hangeul:전진, Hanja:前進;) Rapper und Sänger der Gruppe. Sein Vater (Charlie Park) ist ebenfalls Sänger.

## Diskografie

### Alben
- 1998: 1st Album 해결사 (The Problem Solver = Problemlöser)
- 1999: 2nd Album T.O.P (Twinkling of Paradise)
- 2000: 3rd Album Only One
- 2001: 4th Album Hey, come on!
- 2002: Best Album My Choice
- 2002: 5th Album Perfect Man
- 2002: 6th Album 너의 결혼식 (Wedding = Hochzeit)
- 2003: Winter Story
- 2004: 7th Album Brand New
- 2004: Winter Story 2004–2005
- 2006: 8th Album State of the Art
- 2007: Winter Story 2006–2007
- 2007: Winter Story 2007
- 2008: 9th Album Shinhwa
- 2012: 10th Album The Return
- 2013: 11th Album XI The Classic
- 2015: 12th Album We
- 2017: 13th Album Unchancing

### VHS/DVD
- First Live Concert
- 2002: The everlasting Mythology 2nd live concert
- Winter Story Tour 2003/2004
- Summer Festival 2004/2005
- Winter Story Tour 2004/2005
- State of The Art Tour Seoul
- Music Video Collection
- Winter Story Tour 2006/2007

### Solo
- 1st Untouchable – M (Lee Minwoo)
- 2nd IInd-Winds – M (Lee Minwoo)
- 3rd Explore M – M (Lee Minwoo)
- 1st Love of May – Shin Hyesung
- 2nd The Beginning, New Days – Shin Hyesung
- 1st Love Doesn’t Come – Junjin
- 1st KimDongwan is – Dongwan
- 1st The First New Dream – Andy
- 3rd Live and Let Live – Side 1 – Shin Hyesung

## Auszeichnungen
- 18. Dezember 2000: Preis von KMTV
- 07. Dezember 2001: Preis von Seoul
- 29. Dezember 2001: Preis von SBS
- 30. Dezember 2001: Preis von KBS
- 06. Dezember 2002: Preis von Seoul
- 12. Dezember 2003: Preis von Seoul
- 29. Dezember 2003: Preis von SBS
- 10. Dezember 2004: Hauptpreis von Seoul
- 29. Dezember 2004: Hauptpreis von SBS
- 30. Dezember 2004: Preis von KBS
- 31. Dezember 2004: Preis von MBC